# Zagorska peć kod Novog Vinodola
Zagorska peć kod Novog Vinodola este o arie protejată (sit de importanță comunitară — SCI) din Croația întinsă pe o suprafață de 736,8 ha, integral pe uscat.

## Localizare
Centrul sitului Zagorska peć kod Novog Vinodola este situat la coordonatele 45°08′50″N 14°45′49″E / 45.147286°N 14.763729°E.

## Înființare
Situl Zagorska peć kod Novog Vinodola a fost declarat sit de importanță comunitară în iulie 2013 pentru a proteja 6 specii de animale.

## Biodiversitate
Situată în ecoregiunea mediteraneană, aria protejată conține 1 habitat natural: Peșteri inaccesibile publicului.
La baza desemnării sitului se află mai multe specii protejate de  mamifere (6): liliac cu aripi lungi (Miniopterus schreibersii), liliac cu urechi de șoarece (Myotis blythii), liliac cu picioare lungi (Myotis capaccinii), liliacul mediteranean cu potcoavă (Rhinolophus euryale), liliacul mare cu potcoavă (Rhinolophus ferrumequinum), liliacul mic cu potcoavă (Rhinolophus hipposideros).